# Dar Gai
Dar Gai (ukrainien : Дар Гай) est une réalisatrice, scénariste, et productrice ukrainienne basée en Inde,,. Elle est connue pour ses films Teen Aur Aadha et Namdev Bhau: In Search of Silence,.

## Enfance et jeunesse
Dar est née à Kiev, en Ukraine. Elle est titulaire d'un BFA et d'un MFA en philosophie avec une mineure cinéma et théâtre, qu'elle a obtenu à l'Université nationale Académie Mohyla de Kiev. Plus tard, elle est invitée en Inde pour diriger des pièces de théâtre à l'école Scindia, à Gwalior. Elle a également enseigné l'écriture de scénarios et l'appréciation des films au Whistling Woods International Institute, à Mumbai.

## Filmographie
| Year | Film                              | Fonctions                               |
| ---- | --------------------------------- | --------------------------------------- |
| 2018 | Teen Aur Aadha                    | Réalisatrice, scénariste et productrice |
| 2018 | Namdev Bhau: In Search of Silence | Réalisatrice, scénariste et productrice |